# (624) Hèctor
624 Hèctor és el troià de Júpiter més gran. Va ser descobert el 1907 per August Kopff.
Hèctor és un asteroide de tipus D, fosc i de color vermellós. Es troba liderant Júpiter en el punt de Lagrange, L₄, anomenat node «grec» després d'una de les dues parts en la llegendària Guerra de Troia. Hèctor porta el nom de l'heroi troià Hèctor i és per tant un dels dos asteroides troians que és «fora de lloc» en el camp equivocat (sent l'altre (617) Patroclus en el node troià).

## Satèl·lit
Hèctor és un dels cossos més allargats de la seva mida en el sistema solar, amb 370 × 200 km. Es creu que Hèctor podria ser un contacte binari (dos asteroides units per l'atracció gravitatòria) com (216) Cleopatra. Les observacions fetes pel Telescopi Espacial Hubble d'Hèctor en el 1993 no van mostrar una forma bilovulada evident per una petita resolució angular. El 17 de juliol de 2006, el telescopi Keck-10m II i el seu sistema d'òptica adaptativa de làser guia d'estrelles van indicar una forma bilovulada d'Hèctor. A més a més, es va detectar un satèl·lit de 15 km a 1000 km de l'asteroide. La designació provisional del satèl·lit és S/2006 (624) 1. Hèctor és, de lluny, l'únic asteroide troià binari conegut en el punt L₄ i el primer troià amb un satèl·lit. 617 Patroclus, un altre gran asteroide troià es troba al punt L₅, es compon de dos components de la mateixa mida.
| Troià           | Diàmetre (km) |
| --------------- | ------------- |
| (624) Hèctor    | 225           |
| (911) Agamèmnon | 167           |
| (1437) Diomedes | 164           |
| (1172) Äneas    | 143           |
| (617) Pàtrocle  | 141           |
| (588) Aquil·les | 135           |
| (1173) Anchises | 126           |
| (1143) Odysseus | 126           |